# Ясеновец (Ивано-Франковская область)
Ясенове́ц (укр. Ясеновець, пол. Jasienowiec) — село в Дубовской сельской общине Калушского района Ивано-Франковской области Украины.
Население по переписи 2001 года составляло 708 человек. Занимает площадь 6,766 км². Почтовый индекс — 77641.

## География
Около села протекает одноимённая река Ясеновец.

## История
В 1648 году жители села принимали активное участие в народном восстании, за что их ожидала кровавая расправа после ухода Хмельницкого.
С ростом Станислава село стало принадлежать Станиславскому воеводству Польши. С 1772 года (после первого раздела Речи Посполитой) оно перешло в Австрийскую империю. В 1848 году, в результате революции,
в Галиции было отменено крепостное право, в результате чего крестьяне получили в частную собственность земельные угодья. Отдельный участок леса стал государственной собственностью. В честь этого события был установлен памятник с надписью «В пам’ять даної свободи», который в семидесятые годы двадцатого века был перенесен во двор сельской церкви. В это же время была разрушена первая маленькая церковь, а на её месте был установлен крест. Люди построили новую церковь, используя древесину, которую принесли из леса, росшего вокруг села. Священником её стал о. Константин Левицкий.
В урочище Баня был колодец с солью, за которой приезжали люди из окрестных сел. Также в деревне была корчма. Основали её Борух и Борушка на огороде, где сейчас живёт Семков Михаил Иванович.
В 1932 году на средства жителей села был построен народный дом, где находилась изба-читальня, а также магазин.
1940 год — первым председателем сельского совета были Андрусив Василий, а затем Костишин Николай Васильевич.
В 1941—1942 гг. был голод. Председателем в это время был Федор Семкив, который позже был арестован на 15 лет.
В 1942 году в Германию были вывезены: Чепиль Мария Михайловна, Корбин Екатерина Юровна, Стасов Анна Васильевна, Живоглод Елена Николаевна.
1944 год — войт (Председатель сельского совета) Герасим.
1946 — войт Романыш Михаил. Косов Андрей Федорович — председатель кооператива. Был осужден как полит. заключенный на 21 год, но после смерти Сталина, после 7 лет заключения, был амнистирован.
Гладун Иван Васильевич — председатель сельского совета. Он отбыл наказание 8 лет в тюрьме в Якутии.
1950 год — Гладун Михаил — председатель сельского совета. В том же году был основан колхоз. Председатель колхоза Банный, затем Стасов Иосиф Михайлович. Вересов — работник НКВД. Была проведена сплошная коллективизация, в результате которой у людей забирали все имущество. Механизации не было. За работу записывались только трудодни, а расчет был в конце года. В ходе коллективизации были репрессированы такие люди: Джурин Ярослав Федорович, Кучер Ольга Николаевна и Чепиль Павлина Михайловна.
В 1961 году была создана военная часть, которая подчинялась командованию воинской части в г. Стрый.
Крестьяне хранят память о погибших героях ОУН-УПА.

## Демография
По официальным данным в селе проживало:
• 1921 р. — 778 жителей;
• 1939 р. — 939 жителей;
• 1958 р. — 643 жителей.

## Храм Вознесения Господня
До 1924 г. в селе была старенькая церковь, названная в честь св. Василия Великого. На том месте сейчас стоит крест. Пожилые люди вспоминают, что храм открывали дважды в год: на праздники Николая и Василия. В ней служил отец Николай, (фамилия неизвестна), а после него священником стал Константин Левицкий. На заседании церковного комитета было принято решение о строительстве новой церкви. Старую церковь разобрали, а иконостас перенесли в село Сварычев. В 1924 году начато строительство новой церкви. Мастера были из соседнего села Цинева.
Главным меценатом был некто Роман (поляк по национальности). Он отдал на строительство все свое имение. Лес на строительство рубили в урочище Гуква, а на фундамент каждая семья была обязана дать ствол одного дуба. Столярные работы выполнял Кушак Иван. Строительство завершилось в 1929 году, а освящение нового храма состоялось на праздник Вознесения Господня в том же году. Чин посвящения совершил тогдашний декан Перегинского отец Петр Петрило по благословению правящего епископа ординации епархии. Старожилы вспоминают, что при входе в церковь, во время освящения храма, девушки встречали священников с хлебом и солью. Священник отец К. Левицкий служил в храме, а также обслуживал села Князевское и Ивановка. Богослужение проводил поочередно. Дьяком при церкви был Билан Василий, далее Голубовский Николай. В 1925 году был создан церковный хор. Колоколов при церкви было четыре. В 1960-х годах церковь была закрыта на один год.
При ясеновецком храме Божьем служило много священников. Уже упомянутый о. Левицкий, о. Костин, о. М.Ченета, о. Кудла, о. Ф.Юров, о. А.Мушинский, о. М.Рижко, о. И.Христонько. 27 июля 2003 г. грамотой епископа Софона Мудрого был представлен новый священник о. А.Андрусов. С тех пор в школе начали уроки Слова Божьего для младших классов, а в народном доме вели уроки для молодежи под названием Духовная красота и мир.